# Абд ан-Наби аль-Кайим
Абд ан-Наби́ аль-Ка́йим (араб. عبد النبي القَيِّم‎; перс. عبدالنبی قیم‎, Абдолнаби Гайем) — иранский араб-ахвази, интеллектуал, писатель, автор литературы, двух арабско-персидских словарей и книги об истории арабов-ахвази.

## Биография
Родился 24 апреля 1956 в Абадане, на западном берегу северной части реки Шатт-эль-Араб. Здесь получил в 1975 среднее образование, после чего, сдав стандартный экзамен конкур, поступил на экономфак Гондишапурской академии, окончив его к 1980. Позже он получил там же степень магистра в деловом администрировании в отделении науки и исследований Исламского университета Азад.
В феврале 1991 начал трудиться над своим первым арабско-персидским словарём и выпустил первое издание к апрелю 2002. К ноябрю 2009 словарь пережил ужё 9-е издание. Труды Абд ан-Наби используются и в институте иностранных языков Университета имени имама Мухаммада ибн Сауда в Эр-Рияде. Панарабские газеты вроде «аш-Шарк аль-Авсат» и «аль-Хаят» очень лестно отзывались об этой книге по её публикации. При составлении словаря Абдул-Наби пользовался материалами таких книг, как, например, «Dictionary of Modern Written Arabic».
Позже начал работать в Национальной буровой компании Ирана и с тех пор живёт в Ахвазе. Потом был избран членом в Хузестанский академический совет. В 2007 был назначен в Исламский культурный центр в Сеуле и стал работать там консультантом.
С 19 по 21 декабря в 2010 участвовал в культурной конференции в Сараево совместно с др. профессорами, на которой выступали академики из таких университетов,
как Университет Кувейта. Среди гостей были Амр Муса, Юсуф аль-Кардави, Аммар аль-Хаким, Абдулазиз ас-Сауд аль-Бабтайн и бывший боснийский президент Харис Силайджич. В ходе конференции было зачитано послание Насера ас-Сабаха. Также на ней вручался «Foundation of Abdulaziz Saud Al-Babtain's Prize for Poetic Creativity».
Женат на Адиле аль-Хиляля и имеет троих детей: Иссама, Маху, Майсу.

## Известные работы
- «История арабов-ахвази»
- «Современный арабско-персидский словарь»
- «Современный посреднический арабско-персидский словарь»
- «Современная культура средней Аравии»
- «500-летняя история Хузестана» (написана по примеру одноимённой книги Ахмеда Кесрави)
- «Практика этнической дискриминации при распределении должностей и рабочих мест на территории Ахваза» — доклад, составленный по запросу Парламента Ирана